# 于霖逢
于霖逢（1837年—1918年），字泽春，山東省登州府文登縣小河村。清末政治人物。
光緒十四年（1888年）戊子科山東鄉試第一名舉人。授阳谷县教谕。不久辞职回乡，于文山书院设教。光绪十六年（1890年）起，著手编纂《文登县志》。
民國元年（1912年），丛琦珠等革命党人，动员其参加革命，于霖逢以腿疾辞。2月，鄉居官員呂彥枚、王嘉禾等，奉莱州府知府杨芾手函，成立「團練」，圍攻文登縣臨時軍政分府。佔領縣丞後，于霖逢出任正主事，王嘉禾为副主事。文登再次光復後，于霖逢入獄。翌年，与王嘉禾同时获释。
于霖逢好诗文，有《文山草堂诗文集》。其工书法，草书深得王羲之笔意。晚年左手《十七帖》，在当地流传。